# Zalang COC
Zalang COC ist ein gabunischer Fußballklub mit Sitz in der Hauptstadt des Landes Libreville.

## Geschichte
Der Klub gewann in der Saison 1972/73 die Meisterschaft im Championnat de l'Estuaire, dem Vorläufer des heutigen Championnat National. Damit qualifizierte sich der Klub für die Ausgabe 1974 des African Cup of Champions Clubs, dem Vorläufer der afrikanischen Champions League, scheiterte jedoch bereits mit 1:7 nach Hin- und Rückspiel an CARA Brazzaville. Wo der Klub heute spielt oder ob er überhaupt noch existiert, ist nicht bekannt.